# Škrinjar
Škrinjar je priimek več znanih Slovencev:
- Albin Škrinjar (1896-1988), jezuit, profesor (biblicist)
- Jasmina Frey Škrinjar (*1953), hrvaška defektologinja, strokovnjakinja za avtizem
- Jasna Škrinjar (por. Taufer) (1939-2010), igralka, lutkovna recitatorka, prevajalka
- Jožef Škrinjar >> Jožef Škrinar
- Miro Škrinjar (1938-2017), rokometaš, športni delavec
- Mojca Škrinjar (*1955), pedagoginja, političarka
- Polona Škrinjar (r. Ažman) (*1946), pisateljica, dramatičarka
- Rok Škrinjar, ekonomist
- Zoran Škrinjar, (slepi) pianist (jazzovski in klasični)